# فیلاتوس سایر
فیلاتوس سایر (به انگلیسی: Philetus Sawyer) سناتور سابق عضو حزب جمهوری‌خواه ایالات متحده آمریکا بود. وی در سال ۱۸۸۱ تا ۱۸۹۳ میلادی سناتور ایالت ویسکانسین در سنای ایالات متحده آمریکا بود.